# Final Portrait - L'arte di essere amici
Final Portrait - L'arte di essere amici (Final Portrait) è un film del 2017 scritto e diretto da Stanley Tucci.
Il film è basato sugli ultimi due anni di vita del pittore e scultore svizzero Alberto Giacometti, interpretato da Geoffrey Rush. Fanno parte del cast anche Armie Hammer, Clémence Poésy, Tony Shalhoub, James Faulkner e Sylvie Testud. La sceneggiatura è tratta dalla biografia del 1965, A Giacometti Portrait, di James Lord.

## Trama
Nella Parigi del 1964, due anni prima della sua morte, lo scultore e pittore Alberto Giacometti è impegnato nella realizzazione del suo ultimo ritratto, quello del giovane amico e scrittore statunitense James Lord. Quella che doveva essere un'opera da realizzare in poche ore, impegna artista e modello per 18 giorni in un susseguirsi di creazione, cancellazione e ricreazione, fino a quando lo scrittore non riesce, con uno stratagemma, a porre fine a quella che sembrava essere diventata l'opera creativa senza fine di un artista.

## Produzione
Geoffrey Rush ha avuto due anni per documentarsi e far ricerche su Alberto Giacometti. Le riprese principali sono iniziate il 15 febbraio 2016 e prima di iniziare, protagonista e regista, hanno provato per una settimana come se fosse una pièce teatrale. Per Geoffrey la parte più impegnativa è stata inserire i moti di rabbia nel padroneggiare gli strumenti da lavoro del pittore.

## Distribuzione
Il film è stato presentato fuori concorso e in anteprima mondiale al Festival di Berlino 2017 l'11 febbraio. È stato distribuito nelle sale cinematografiche italiane l'8 febbraio 2018, dopo un'anteprima nazionale al 35° Torino Film Festival.

## Accoglienza

### Critica
Il 2 febbraio 2018, Alessandra Mammì su L'Espresso definisce il film: "Delicata e precisa ricostruzione arricchita da una Parigi ancora Bohème, dal mestiere d’artista ancora sporco di creta e colori ad olio, dal vecchio, grigio fascinoso atelier di Montmartre restituito tale e quale. Tra il fascino del racconto e la precisione di un documentario “Final Portrait” non è un film sull’arte ma dentro l’arte.".
Matteo Vicino sulla rivista online Rolling Stone dichiara: "Un film consigliato ad appassionati di arte moderna, o intelligenze sopra la media. In generale un prodotto non riuscito o riuscito a suo modo, ma nella spirale del gioco di incompiutezza dell’arte di Giacometti, il lavoro di Stanley Tucci tesse un disegno speculare di “non-finito” rendendo i contorni dovuti all’opera dell’artista."